# Карабулак (Павлодарская область)
Карабулак (каз. Қарабұлақ) — упразднённое село в Баянаульском районе Павлодарской области Казахстана. Входило в состав Узунбулакского сельского округа. Ликвидировано в 2012 г. Код КАТО — 553663500. 

## Население
В 1999 году население села составляло 73 человека (42 мужчины и 31 женщина). По данным переписи 2009 года, в селе проживало 9 человек (4 мужчины и 5 женщин).